# Яне Маркіш
Яне Маркіш  (порт. Yane Marques, 7 січня 1984) — бразильська сучасна п'ятиборка, олімпійська медалістка.

## Виступи на Олімпіадах
| Олімпіада   | Дисципліна | Місце |
| ----------- | ---------- | ----- |
| Пекін 2008  | особисті   | 18    |
| Лондон 2012 | особисті   | 3     |

## Зовнішні посилання
- Досьє на sport.references.com